# Limnophora triangula
Limnophora triangula är en tvåvingeart som först beskrevs av Fallen 1825.  Limnophora triangula ingår i släktet Limnophora och familjen husflugor. Arten är reproducerande i Sverige. Inga underarter finns listade i Catalogue of Life.